# Authume
Authume est une commune française située dans le département du Jura, dans la région culturelle et historique de Franche-Comté et la région administrative Bourgogne-Franche-Comté.
Label "Villes et Villages Fleuris" (3 fleurs).

## Géographie

### Climat
Pour des articles plus généraux, voir Climat de la Bourgogne-Franche-Comté et Climat du département du Jura.
En 2010, le climat de la commune est de type climat des marges montargnardes, selon une étude du Centre national de la recherche scientifique s'appuyant sur une série de données couvrant la période 1971-2000. En 2020, Météo-France publie une typologie des climats de la France métropolitaine dans laquelle la commune est exposée à un climat semi-continental et est dans une zone de transition entre les régions climatiques « Bourgogne, vallée de la Saône » et « Jura ».
Pour la période 1971-2000, la température annuelle moyenne est de 10,6 °C, avec une amplitude thermique annuelle de 17,4 °C. Le cumul annuel moyen de précipitations est de 988 mm, avec 12,3 jours de précipitations en janvier et 8,5 jours en juillet. Pour la période 1991-2020, la température moyenne annuelle observée sur la station météorologique de Météo-France la plus proche, « Dole », sur la commune de Dole à 4 km à vol d'oiseau, est de 11,6 °C et le cumul annuel moyen de précipitations est de 1 023,0 mm. 
La température maximale relevée sur cette station est de 40 °C, atteinte le 31 juillet 2020 ; la température minimale est de −24 °C, atteinte le 10 janvier 1985,,.
Les paramètres climatiques de la commune ont été estimés pour le milieu du siècle (2041-2070) selon différents scénarios d'émission de gaz à effet de serre à partir des nouvelles projections climatiques de référence DRIAS-2020. Ils sont consultables sur un site dédié publié par Météo-France en novembre 2022.

## Urbanisme

### Typologie
Au 1er janvier 2024, Authume est catégorisée bourg rural, selon la nouvelle grille communale de densité à sept niveaux définie par l'Insee en 2022.
Elle appartient à l'unité urbaine de Dole, une agglomération intra-départementale regroupant huit  communes, dont elle est une commune de la banlieue,,. Par ailleurs la commune fait partie de l'aire d'attraction de Dole, dont elle est une commune de la couronne,. Cette aire, qui regroupe 87 communes, est catégorisée dans les aires de 50 000 à moins de 200 000 habitants,.

### Occupation des sols
L'occupation des sols de la commune, telle qu'elle ressort de la base de données européenne d’occupation biophysique des sols Corine Land Cover (CLC), est marquée par l'importance des territoires agricoles (63,6 % en 2018), en diminution par rapport à 1990 (68,7 %). La répartition détaillée en 2018 est la suivante : 
terres arables (51,5 %), forêts (22,4 %), zones urbanisées (8 %), prairies (8 %), zones agricoles hétérogènes (4,1 %), mines, décharges et chantiers (3,2 %), zones industrielles ou commerciales et réseaux de communication (2,8 %). L'évolution de l’occupation des sols de la commune et de ses infrastructures peut être observée sur les différentes représentations cartographiques du territoire : la carte de Cassini (XVIIIe siècle), la carte d'état-major (1820-1866) et les cartes ou photos aériennes de l'IGN pour la période actuelle (1950 à aujourd'hui).

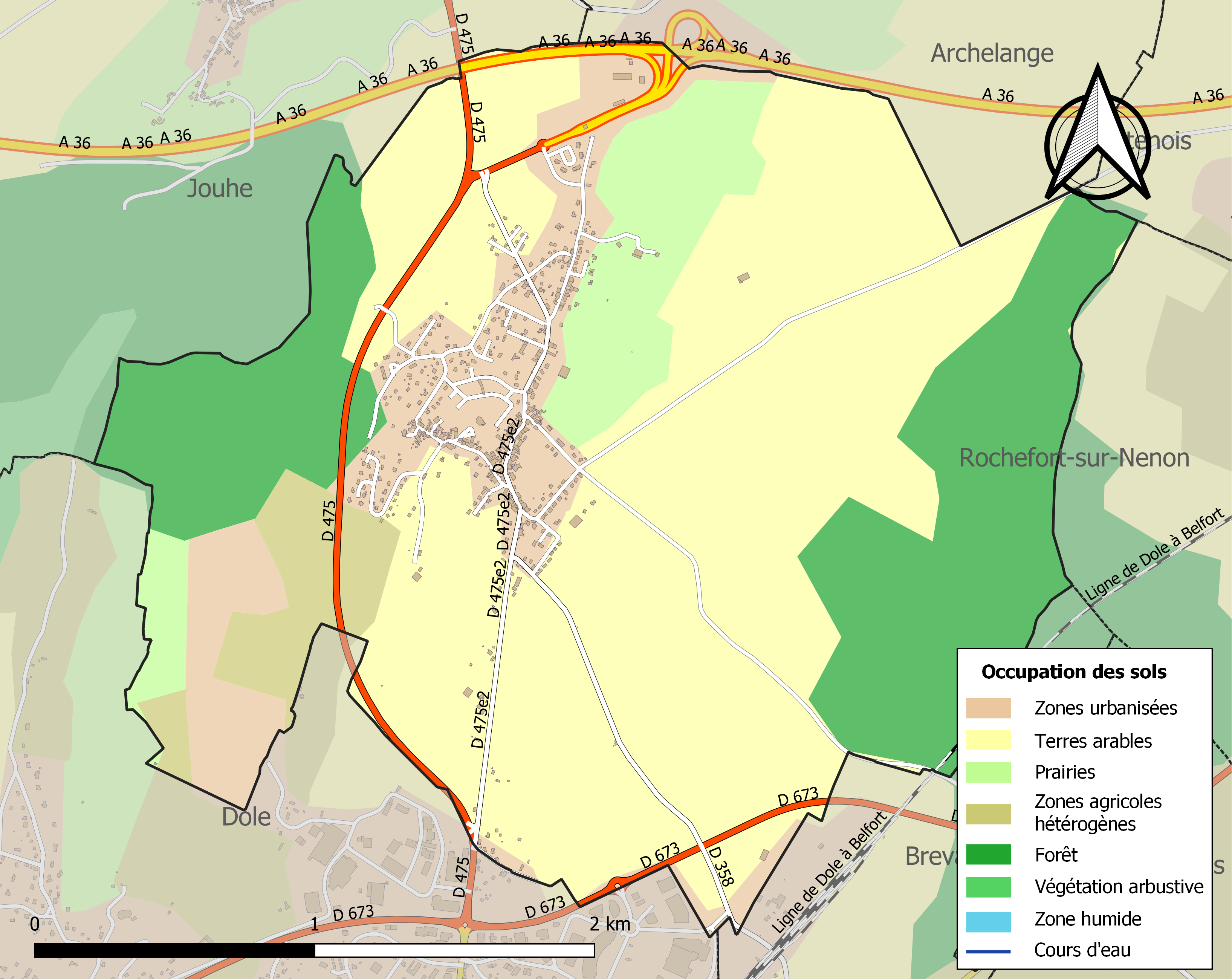
Carte des infrastructures et de l'occupation des sols de la commune en 2018 (CLC).

## Histoire
Alors qu'il était lieutenant en second au régiment d'artillerie de La Fère en garnison à Auxonne (Côte-d'Or), le jeune Napoléon Bonaparte, accompagné de son frère Louis, de retour de Dole (Jura), rendit visite à l'un de ses supérieurs le capitaine Philippe Masson en son château d'Authume, au cours du printemps 1791.
À la suite du décret du 27 mars 2018, une partie de territoire de la commune de Dole est rattachée à la commune d'Authume.

## Politique et administration

### Liste des maires
| Période   | Période      | Identité                                 | Étiquette | Qualité      |
| --------- | ------------ | ---------------------------------------- | --------- | ------------ |
| Vers 1814 | 18..         | Jacques François Nicod                   |           |              |
| Vers 1842 | 18..         | Pingeoz                                  |           |              |
| vers 1849 |              | François-Ernest Masson d'Authume         |           |              |
| vers 1860 |              | Marquis François-Ernest Masson d'Authume |           | Propriétaire |
| vers 1887 |              | d'Authume                                |           |              |
| 1928      | 1935         | Urcissin Lescalier                       |           |              |
| mai 1953  | mars 1977    | Jean Mignot                              |           |              |
| mars 1977 | octobre 2006 | Michel Jeanguiot                         | PCF       |              |
| mars 2008 | En cours     | Gregory Soldavini                        | SE        | Contremaître |

## Population et société

### Démographie
L'évolution du nombre d'habitants est connue à travers les recensements de la population effectués dans la commune depuis 1793. Pour les communes de moins de 10 000 habitants, une enquête de recensement portant sur toute la population est réalisée tous les cinq ans, les populations de référence des années intermédiaires étant quant à elles estimées par interpolation ou extrapolation. Pour la commune, le premier recensement exhaustif entrant dans le cadre du nouveau dispositif a été réalisé en 2004.

En 2022, la commune comptait 874 habitants, en évolution de +6,46 % par rapport à 2016 (Jura : −0,81 %, France hors Mayotte : +2,11 %).
| 1793 | 1800 | 1806 | 1821 | 1831 | 1836 | 1841 | 1846 | 1851 |
| ---- | ---- | ---- | ---- | ---- | ---- | ---- | ---- | ---- |
| 570  | 612  | 656  | 635  | 598  | 625  | 616  | 602  | 587  |

| 1856 | 1861 | 1866 | 1872 | 1876 | 1881 | 1886 | 1891 | 1896 |
| ---- | ---- | ---- | ---- | ---- | ---- | ---- | ---- | ---- |
| 510  | 525  | 508  | 462  | 442  | 434  | 450  | 436  | 449  |

| 1901 | 1906 | 1911 | 1921 | 1926 | 1931 | 1936 | 1946 | 1954 |
| ---- | ---- | ---- | ---- | ---- | ---- | ---- | ---- | ---- |
| 510  | 477  | 446  | 393  | 434  | 444  | 433  | 467  | 446  |

| 1962 | 1968 | 1975 | 1982 | 1990 | 1999 | 2004 | 2006 | 2009 |
| ---- | ---- | ---- | ---- | ---- | ---- | ---- | ---- | ---- |
| 496  | 512  | 576  | 760  | 820  | 776  | 795  | 788  | 809  |

| 2014 | 2019 | 2022 | - | - | - | - | - | - |
| ---- | ---- | ---- | - | - | - | - | - | - |
| 819  | 820  | 874  | - | - | - | - | - | - |

## Culture locale et patrimoine

### Lieux et monuments
- Église Saint-Bonnet ;
- Château (XVIIe siècle) ;
- Maisons vigneronnes ;
- Fontaine « aux Lions » ;
- Salle polyvalente Michel-Jeanguiot ;
- Place Jean-Mignot.

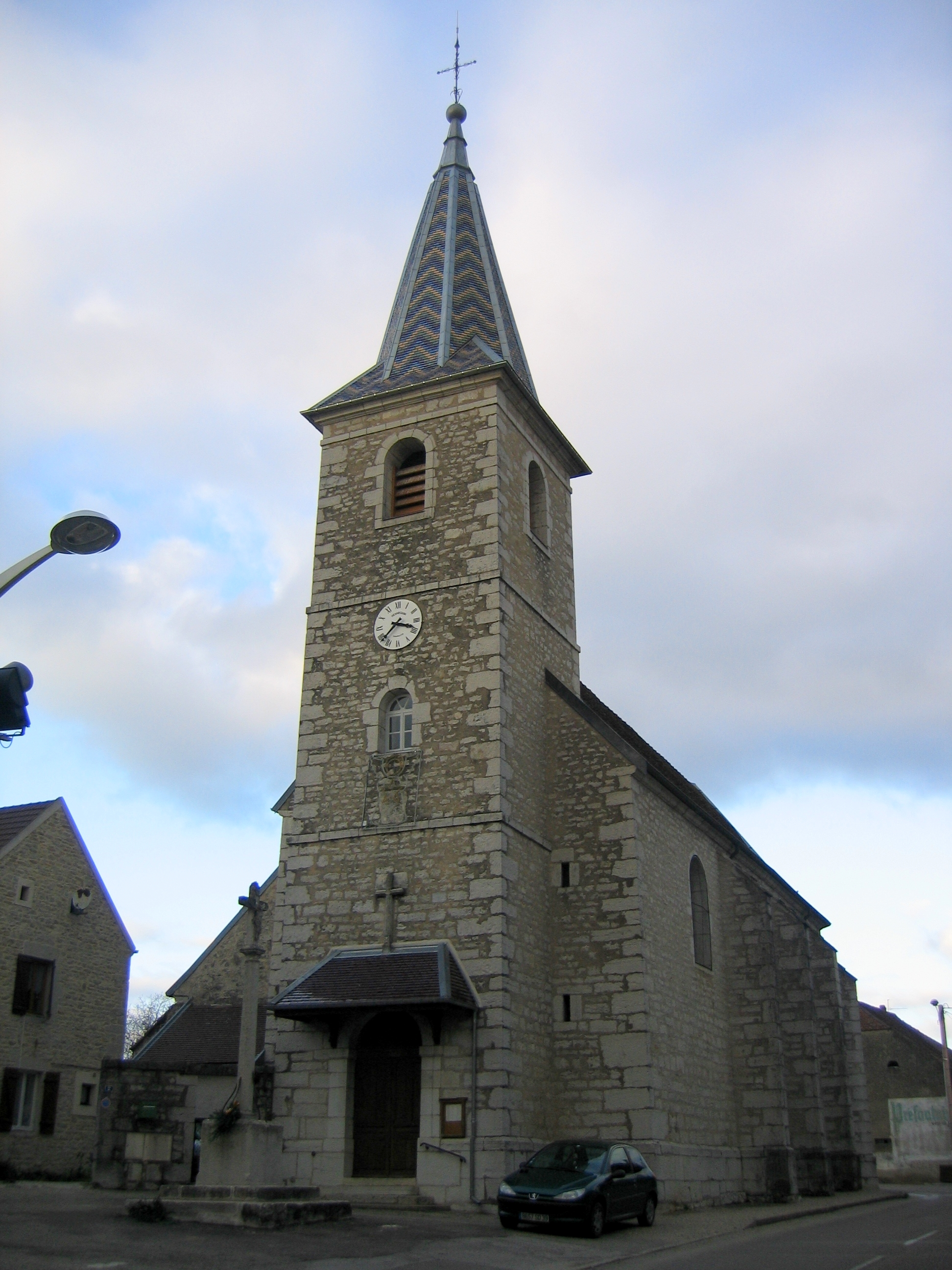
L'église Saint-Bonnet.
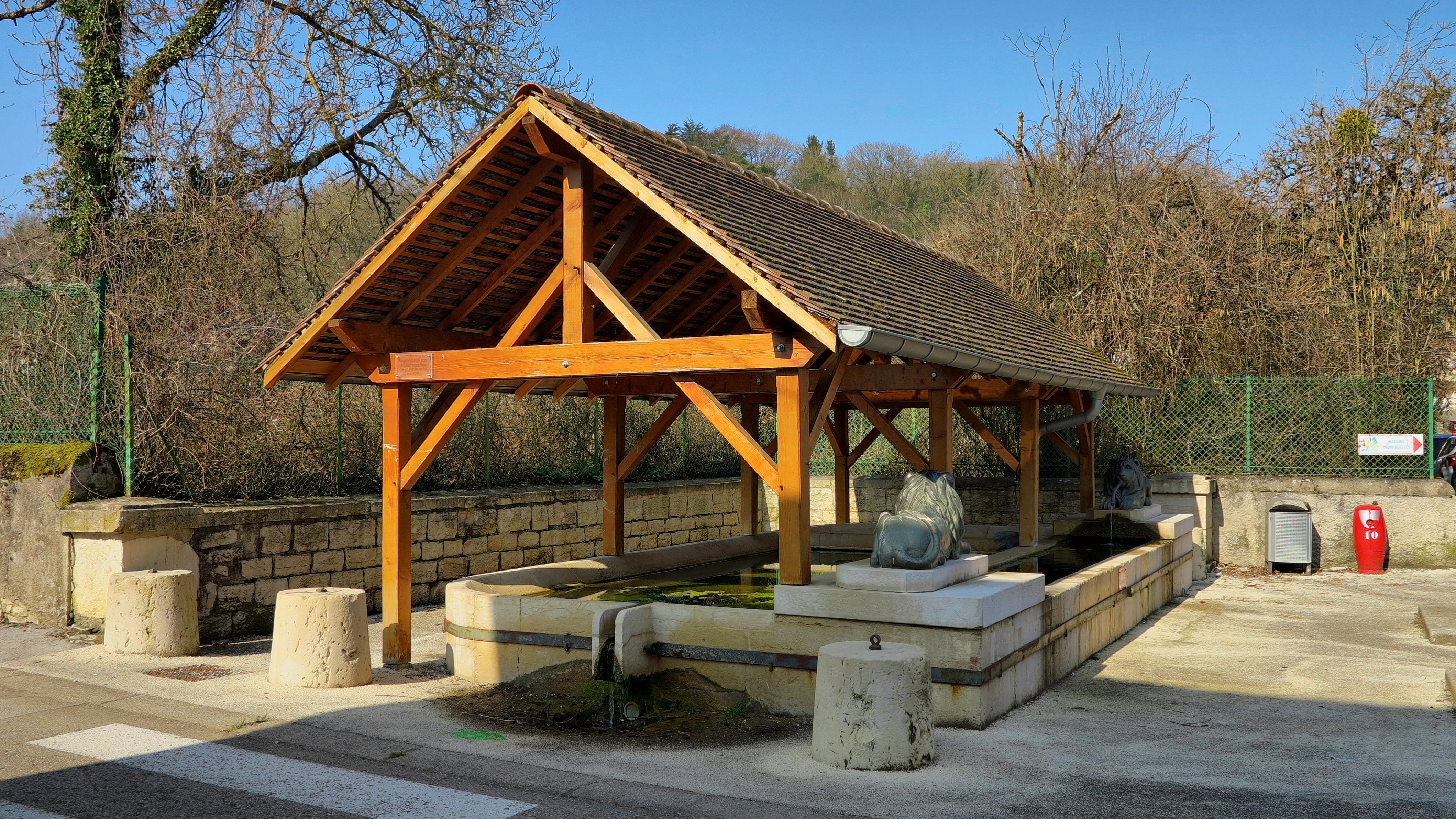
La fontaine aux Lions.
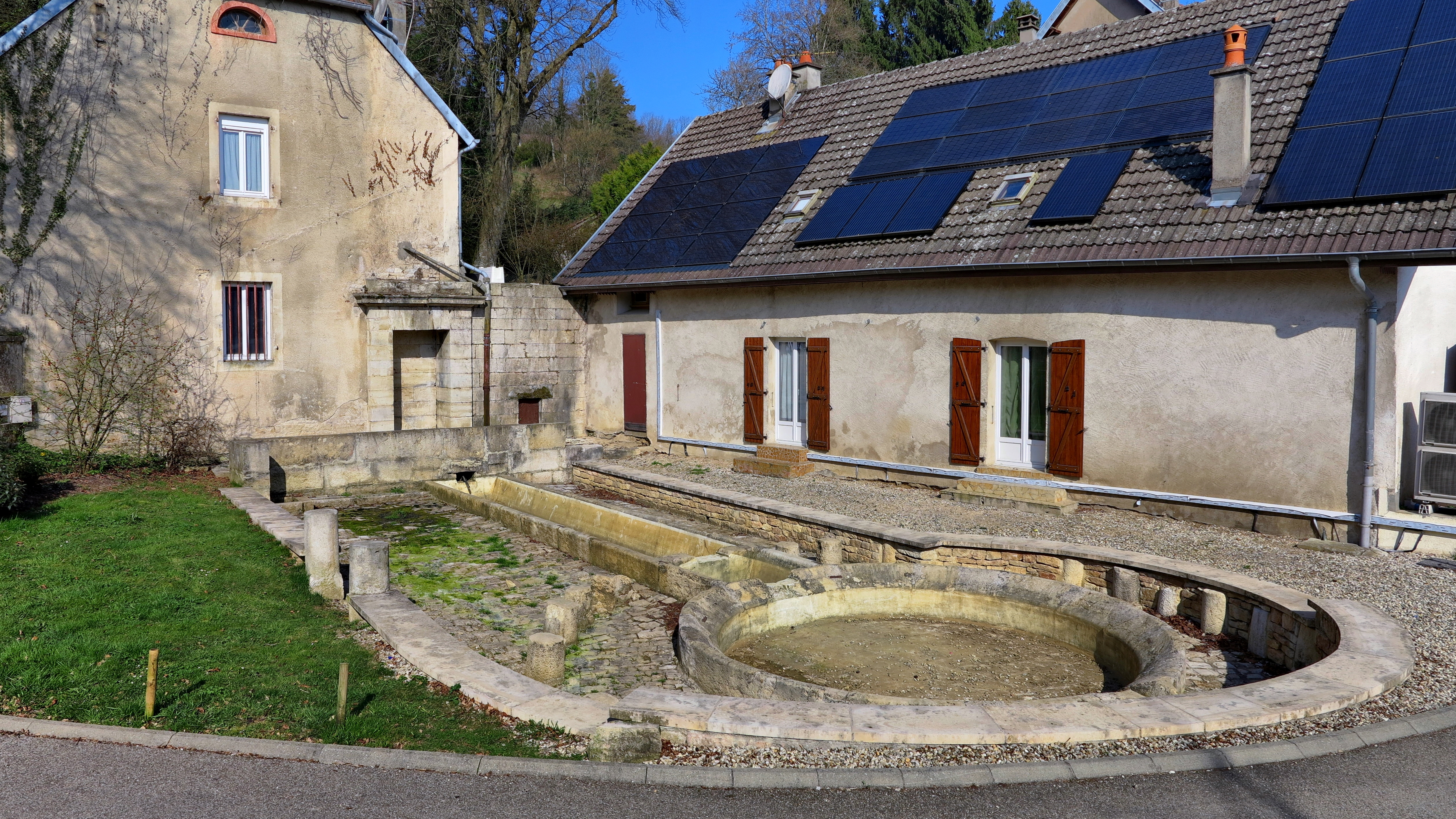
La fontaine du château.
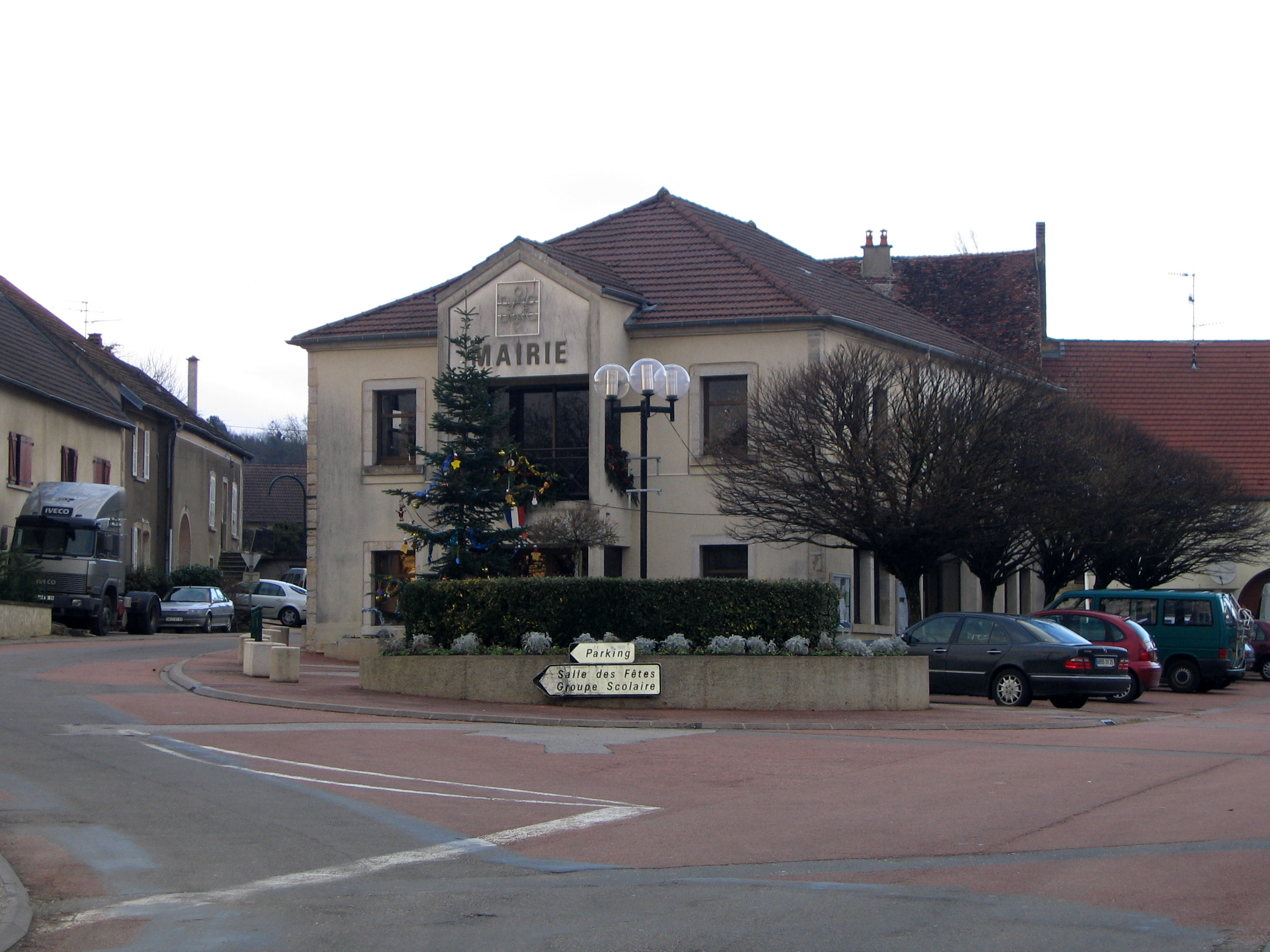
La mairie.